# Derdeba
La Derdeba o Lila, dall'(arabo layla, "notte") è una cerimonia rituale praticata dalle antiche famiglie degli gnawa marocchini (in berbero Ignawen),  discendenti degli schiavi neri originari delle regioni subsahariane (Senegal, Mauritania, Mali, Niger e Guinea).
Durante la diaspora marocchina gli schiavi si islamizzarono e diedero vita ad una confraternita religiosa ( tarīqa ) di stampo sufi.
Sebbene questo termine è generalmente associato ai rituali dei gnawa, talvolta viene utilizzato anche per indicare i rituali di altre confraternite, come i Jilala.

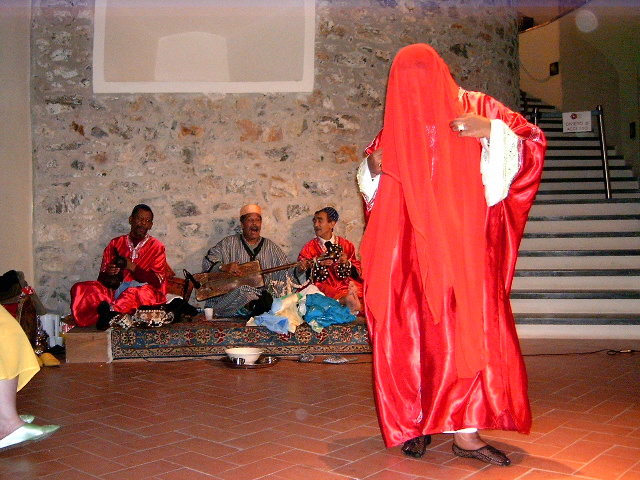
Rituale Lila eseguito da un gruppo di Gnawa del Marocco. La donna in stato di trance che sta danzando è coperta in segno di rispetto verso gli spiriti evocati.

## Il rituale
Il rito è una cerimonia di possessione e trance, a scopo terapeutico e purifcatore, che dura tutta notte a ritmo sincopato seguendo melodie pentatoniche che nascono dall'energia degli strumenti.
Una serie di sette danze è dedicata ad altrettante famiglie di santi e spiriti (mlouk, dall'arabo malā'ika, "angeli") caratterizzata da specifici colori, odori, sapori, azioni e sonorità.
Gli strumenti utilizzati in queste rituali sono una sorta di liuto a tre corde con un'ampia cassa e un registro basso (guembri o sintir) e delle nacchere (qraqeb).